# Ectropothecium leptotapes
Ectropothecium leptotapes är en bladmossart som beskrevs av Kyuichi Sakurai 1940. Ectropothecium leptotapes ingår i släktet Ectropothecium och familjen Hypnaceae. Inga underarter finns listade i Catalogue of Life.